# Dobrelji
Dobrelji (cyr. Добрељи) – wieś w Bośni i Hercegowinie, w Republice Serbskiej, w gminie Gacko. W 2013 roku liczyła 257 mieszkańców.